# Magnentius

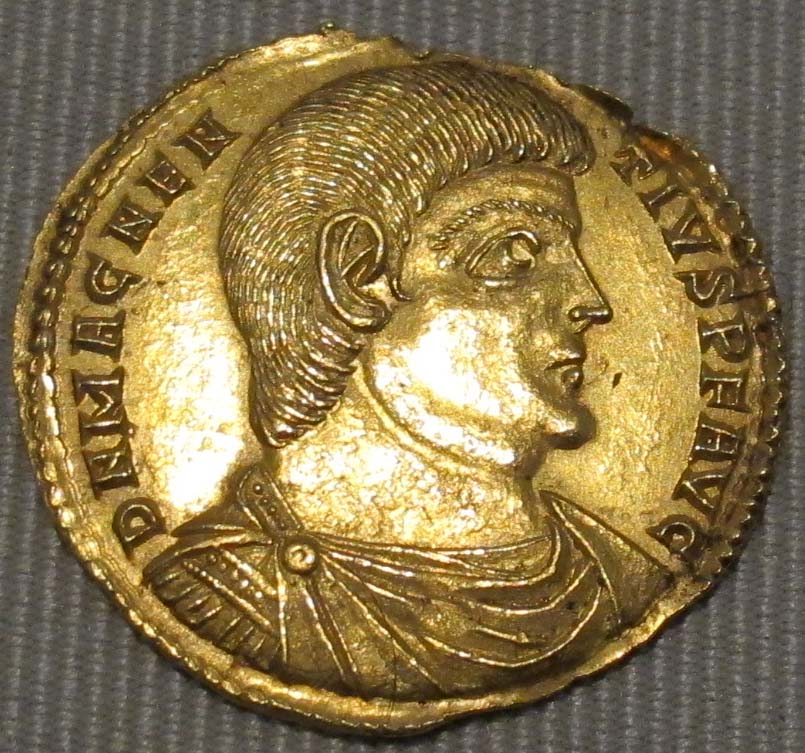
Goldmultiplum des Magnentius. Während sich die Kaiser seit Konstantin I. mit Diadem abbilden ließen, grenzte sich Magnentius hiervon durch Barhäuptigkeit bewusst ab.

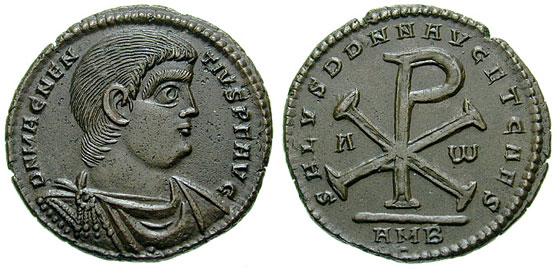
Centenionalis des Magnentius, Vor- und Rückseite

Flavius Magnus Magnentius (* um 303 in Ambianum?; † 10. August 353 in Lugdunum) war römischer Gegenkaiser von 350 bis 353.

## Leben
Magnentius war wohl teilweise germanischer Abstammung; sein Vater scheint romanisierter Brite, seine Mutter aber Fränkin gewesen zu sein. Er galt allerdings als Römer, denn andernfalls wäre er nicht als Kaiser in Frage gekommen. Unter Konstantin I. stieg er im Heer auf und wurde – vielleicht bereits unter Konstantins Söhnen – zunächst protector und dann comes rei militaris.
Unzufriedenheit in den Offiziersrängen der römischen Armee mit Kaiser Constans kulminierte in der Erhebung von Magnentius zum Kaiser am 18. Januar 350 auf einem Bankett in Augustodunum (Autun), die von Marcellinus, Constans’ Schatzmeister, maßgeblich vorangetrieben wurde. Constans befand sich gerade auf der Jagd, als er davon erfuhr. Doch er wurde daraufhin von fast allen fallengelassen und kurze Zeit später durch einen Trupp leichter Kavallerie in der Nähe der Pyrenäen erschlagen.
Magnentius erlangte schnell die Unterstützung der Provinzen in Britannien, Gallien, Italien und Afrika. Zonaras weiß von Geldgeschenken zur Sicherung seiner Herrschaft in den Provinzen zu berichten. Er ließ in seiner Herrschaftspolitik Toleranz gegenüber den verschiedenen Spielarten des Christentums erkennen und unternahm Anstrengungen, mit Athanasius und dessen Anhängern Kontakt aufzunehmen, wohl um seine Herrschaft zu sichern und Widerstand gegen den verbliebenen konstantinischen Kaiser Constantius II. (Constans’ Bruder) zu schüren. Magnentius selbst war wohl kein Christ und förderte vielleicht das Fortleben der heidnischen Kulte. Darauf deuten die Ausführungen des Philostorgius über Magnentius in seinen Abhandlungen zur Kirchengeschichte hin. Der Codex Theodosianus bezeugt, dass Magnentius in seinem Herrschaftsbereich unter seinem Vorgänger Constans verbotene, dem polytheistischen Pantheon geweihte, nächtliche Opfer wieder erlaubte. Auf seinen Münzen präsentierte er jedoch christliche Symbole wie das Christogramm oder die Buchstaben Alpha und Omega.
Widerstand gegen Magnentius formierte sich im Illyricum, wo sich Vetranio zum Augustus ausrief, sowie in Italien, wo Magnentius die vom Senat gestützte Usurpation des Nepotianus unterdrücken musste. Seinen Bruder Decentius erhob er zum Caesar.
Constantius II. brach seinen Feldzug gegen Persien ab und marschierte nach Westen, wo sich Vetranio kampflos ergab. In der Schlacht bei Mursa (heute Osijek) im Jahr 351 traf er dann auf den Feind. Magnentius führte seine Truppen in die Schlacht, während Constantius II. den Tag beim Gebet in einer nahegelegenen Kirche verbrachte und das Kommando seinen Generälen überließ. Das erbitterte Gefecht war eines der blutigsten der gesamten Antike und forderte auf beiden Seiten Zehntausende Todesopfer. Schließlich wurden die zahlenmäßig unterlegenen Truppen des Usurpators geschlagen und gezwungen, sich nach Gallien zurückzuziehen.
Als Ergebnis von Magnentius’ Niederlage schwenkten die italischen Garnisonen auf einen loyalistischen Kurs ein und unterstellten sich Constantius. Magnentius unternahm dennoch einen weiteren Versuch, organisierten Widerstand zu leisten, wurde aber 353 in der Schlacht am Mons Seleucus erneut geschlagen, woraufhin er Suizid beging. Seine Witwe Justina heiratete um 370 Valentinian I.